# سالی پاتر
سالی پاتر (انگلیسی: Sally Potter؛ زادهٔ ۱۹ سپتامبر ۱۹۴۹) یک کارگردان، فیلم‌نامه‌نویس و تهیه‌کننده اهل بریتانیا است. وی از سال ۱۹۷۹ میلادی تاکنون مشغول فعالیت بوده است.

## فیلم‌شناسی
- The Gold Diggers (۱۹۸۳)
- اورلاندو (۱۹۹۲)
- The Tango Lesson (۱۹۹۷)
- مردی که گریست (۲۰۰۰)
- بله (۲۰۰۴)
- Rage (۲۰۰۹)
- Ginger & Rosa (۲۰۱۲)
- مهمانی (۲۰۱۷)